# Ådals-Lidens socken
Ådals-Lidens socken i Ångermanland ingår sedan 1971 i Sollefteå kommun och motsvarar från 2016 Ådals-Lidens distrikt.
Socknens areal är 528,80 kvadratkilometer, varav 494,10 land. År 2000 fanns här 1 326 invånare. Tätorten och kyrkbyn Näsåker invid Nämforsen  med sockenkyrkan Ådals-Lidens kyrka ligger i socknen.

## Administrativ historik
Ådals-Lidens socken har medeltida ursprung under namnet Lidens socken, som den 1 januari 1886 enligt kungligt beslut den 17 april 1885 namnändrades till det nuvarande.
Vid kommunreformen 1862 övergick socknens ansvar för de kyrkliga frågorna till Ådals-Lidens församling och för de borgerliga frågorna bildades Ådals-Lidens landskommun. Landskommunen uppgick 1971 i Sollefteå kommun.
1 januari 2016 inrättades distriktet Ådals-Liden, med samma omfattning som församlingen hade 1999/2000. 
Socknen har tillhört fögderier, tingslag och domsagor enligt vad som beskrivs i artikeln Ångermanland.  De indelta båtsmännen tillhörde Andra Norrlands förstadels båtsmanskompani.

## Geografi
Ådals-Lidens socken ligger kring Fjällsjöälvens inflöde i Ångermanälven. Socknen har odlingsbygd vid älven och är i övrigt en kuperad, sjörik skogsbygd där Nävernäsan i öster når 505 meter över havet.

## Fornlämningar
30 boplatser från stenåldern är kända. Ett stort område med hällristningar finns vid Nämforsen. Cirka 550 fångstgropar har påträffats.

## Namnet
Namnet (1344 Lidh) innehåller lidh, 'bergssluttning; lång sluttning eller backe'.

## Befolkningsutveckling
| Befolkningsutvecklingen i Ådals-Lidens socken 1750–1990                                                  | Befolkningsutvecklingen i Ådals-Lidens socken 1750–1990 | Befolkningsutvecklingen i Ådals-Lidens socken 1750–1990 | Befolkningsutvecklingen i Ådals-Lidens socken 1750–1990 | Befolkningsutvecklingen i Ådals-Lidens socken 1750–1990 |
| --- | ------------------------------------------------------- | ------------------------------------------------------- | ------------------------------------------------------- | ------------------------------------------------------- |
| |                                                         |                                                         |                                                         |                                                         |
| År |                                                         |                                                         | Folkmängd                                               |                                                         |
| 1750 | 1750                                                    |                                                         | 218                                                     |                                                         |
| 1760 | 1760                                                    |                                                         | 254                                                     |                                                         |
| 1769 | 1769                                                    |                                                         | 263                                                     |                                                         |
| 1780 | 1780                                                    |                                                         | 315                                                     |                                                         |
| 1790 | 1790                                                    |                                                         | 367                                                     |                                                         |
| 1810 | 1810                                                    |                                                         | 469                                                     |                                                         |
| 1820 | 1820                                                    |                                                         | 559                                                     |                                                         |
| 1830 | 1830                                                    |                                                         | 638                                                     |                                                         |
| 1840 | 1840                                                    |                                                         | 726                                                     |                                                         |
| 1850 | 1850                                                    |                                                         | 910                                                     |                                                         |
| 1860 | 1860                                                    |                                                         | 1 144                                                   |                                                         |
| 1870 | 1870                                                    |                                                         | 1 453                                                   |                                                         |
| 1880 | 1880                                                    |                                                         | 1 853                                                   |                                                         |
| 1890 | 1890                                                    |                                                         | 2 196                                                   |                                                         |
| 1900 | 1900                                                    |                                                         | 2 161                                                   |                                                         |
| 1910 | 1910                                                    |                                                         | 2 289                                                   |                                                         |
| 1920 | 1920                                                    |                                                         | 2 563                                                   |                                                         |
| 1930 | 1930                                                    |                                                         | 2 779                                                   |                                                         |
| 1940 | 1940                                                    |                                                         | 2 604                                                   |                                                         |
| 1950 | 1950                                                    |                                                         | 3 692                                                   |                                                         |
| 1960 | 1960                                                    |                                                         | 2 985                                                   |                                                         |
| 1970 | 1970                                                    |                                                         | 1 976                                                   |                                                         |
| 1980 | 1980                                                    |                                                         | 1 701                                                   |                                                         |
| 1990 | 1990                                                    |                                                         | 1 571                                                   |                                                         |
| Anm: Källor: Umeå universitet - Tabellverket 1749-1859, Demografiska databasen, CEDAR, Umeå universitet. |                                                         |                                                         |                                                         |                                                         |